# Pajarito Zaguri
Alberto Ramón García, plus connu sous le pseudonyme de Pajarito Zaguri (né le 18 février 1941 à Buenos Aires et mort le 22 avril 2013 à Buenos Aires), fut un chanteur et compositeur considéré comme l'un des fondateurs du mouvement rock en Argentine. Il intégra divers groupes pionniers du genre. Parmi eux : Los Beatniks, Los Náufragos ou La Barra de Chocolate. Alors membre de Los Beatniks, il co-écrit et enregistra en 1966 la chanson Rebelde, considérée comme l'une des premières chansons de ce qui en Argentine se dénomme Rock national.

## Trajectoire
Par rapport à l'importance de Pajarito Zaguri dans le rock national, le poète et historien Miguel Grinberg a écrit :

« À l'origine, il y a quatre noms : Moris, Javier Martínez, Tanguito et Litto Nebbia. Et un cinquième pourrait être Pajarito Zaguri...et se serait juste. »

### Origine de son surnom
« "Pajarito" est apparu quand j'étais au collège, dans celui República de la India, entre Serrano et Thames. Comme j'étais le premier ou le second de la file, ils commencèrent à m'appeler "Pajarito". Puis, à l'époque de Villa Gesell, Brigitte Bardot était à la mode, et moi, j'enviais Bob Zaguri, qui était son copain. Alors tout le monde à commencer à dire "Pajarito Zaguri" et c'est resté. »

— Pajarito Zaguri

### Commencement
Pajarito Zaguri fit ses premiers pas dans la musique avec son ami Mauricio Birabent (connu ensuite sous le pseudonyme de Moris), avec qui il forma en 1956 le groupe Los Shabaduba.
En 1966, il forma avec Moris, Javier Martínez, Antonío Perez Estévez et Jorge Navarro, le groupe Los Beatniks. Ils enregistrèrent le disque Rebelde/No finjas más (composé par lui et Moris), et édité par la maison de disque CBS. Afin de le promouvoir, le groupe chercha de la notoriété par divers actions. Par exemple, il joua à l'arrière d'un camion qui déambula dans les rues du centre de Buenos Aires. Cet évènement fut enregistré par un vidéaste amateur. Le groupe posa aussi à demi nu dans une fontaine dans le cadre d'une séance photo. Les images furent rapidement publiées en couverture de la revue à sensation Así. Mais l'édition fut censurée par la dictature militaire du général Juan Carlos Onganía qui la considéra comme scandaleuse. Conséquence directe de cela, les musiciens furent incarcérés durant trois jours. Malgré la répercussion médiatique qui s'ensuivit, le disque n'eut pas le succès espéré et très peu de copies furent vendues.
Malgré tout, Pajarito Zaguri fait partie de la poignée de musiciens qui à Buenos Aires généra le mouvement du rock argentin chanté en castillan. Ces groupes avaient leur épicentre dans un triangle formé par un petit local appelé La Cueva, l'Instituto Di Tella (au 900 de la calle Florida) et la Plaza Francia. Quelques-uns de ces groupes et musiciens furent : Los Gatos Salvajes(avec Litto Nebbia, Ciro Fogliatta y Oscar Moro, The Seasons (con Carlos Mellino et Alejandro Medina), Moris Birabent, Miguel Abuelo, Daniel Irigoyen, Tanguito et les journalistes et poètes Pipo Lernoud y Miguel Grinberg.

« Pajarito Zaguri est une espèce de personnage légendaire qui n'a jamais été intéressé par le succès, mais qui n'a jamais abandonné pour se maintenir dans le temps. »

— O. Marzullo y P. Muñoz

### Carrière musicale
Après la séparation de Los Beatniks, il intégra le groupe Los Náufragos en 1969. En parallèle, il fit partie de La Barra de Chocolate de 1969 à 1970.
À partir de 1971, il commença une carrière de soliste qui dura jusqu'en 2013. Il fit tout de même partie de divers groupes durant cette période. En 1972, il forme avec Nacho Smilari (ex compagnon de La Barra de Chicolate et ex Vox Dei le groupe Piel de Pueblo. Il n'édite qu'un seul disque cette année-là avec la maison de disque Disc-Jockey.
En 1975, il collabore avec La Murga comme musicien de soutien. Puis, en 1976, il forme un nouveau groupe : La Blues Banda. Le groupe est formé de León Vanella et Conejo Jolivet à la guitare, Nestor Vetere à la basse, Marcelo Pucci à la batterie et Ciro Fogliatta au clavier. Par la suite, il forma un nouveau groupe : La Pesada del Blues, formé par Daniel Tomaselli à la batterie, León Vanella à la guitare et Daniel Sueldo à la basse. Ils réalisèrent de nombreux concerts à Buenos Aires, mais aussi en Uruguay et à l'intérieur du pays. De plus, il enregistra un documentaire sur sa vie intitulé El Rey del rock and roll.
Durant l'année 1993, il enregistra le disque Y en el 2000 también.... Le producteur de ce disque fut Alejandro Medina. Ce dernier était également à la basse et chanta sur certaines chansons. Le légendaire Léon Vanella était à la guitare électrique avec le non moins légendaire Conejo Jolivet (guitariste de Dulce 16, Pappo's Blues et Patricio Rey y sus Redonditos de Ricota). Quant à Claudia Puyó, elle chantait dans les chœurs. Ce fut le disque le plus réussi de Pajarito Zaguri.
Dès la fin du XXe siècle, il fut aussi lié au groupe de Maldita Ginebbra qui se produisait dans le quartier porteño d'Abasto.

### Décès
Un cancer lui fut diagnostiqué. C'est à l'âge de 72 ans, le matin du 22 avril 2013, qu'il décéda à Buenos Aires,.

## Discographie

### Avec Los Beatniks
- 1966: Rebelde/No finjas más (simple)

### Avec Los Náufragos
- 1969: Otra vez en la vía

### Avec La Barra de Chocolate
- 1969: Hippies y todo el circo/¿Cuál es la forma? (simple)
- 1969: Alza la voz/El gigante (simple)
- 1970: La Barra del Chocolate LP de studio
- 1970: Vivir en las nubes/El malecón (simple)
- 1970: Voces de la calle/Doña Lucía (simple)

### Avec Piel del pueblo
- 1972: Rock de las heridas

### Avec Rockal y la Cría
- 1973: Salgan del camino

### Soliste
Comme El 4.º Pajarito
- 1969: Navidad espacial/Un diablito en el cielo (simple)

Comme Pajarito Zaguri
- 1971: Presidente del país/Hombre sin nombre (simple)
- 1973 El pampero libertad/Copado y colocado (simple)
- 1976: Pájaro y La Murga del Rock and Roll
- 1984: El rey criollo del rock and roll
- 1994: En el 2000... también
- 2006: El mago de los vagos
- 2009: Sexogenario

## Filmographie
- Con alma y vida (1970) dir. David José Kohon
- "Chamuyando" (1993) dir, Raúl Perrone
- "El Rey Del Rockanrol" (2014) dir. Néstor Alejandro Rodríguez Correa